# جائحة فيروس كورونا في جمهورية إفريقيا الوسطى
توثق هذه المقالة آثار جائحة فيروس كورونا 2019-2020 في كولومبيا، وقد لا تتضمن جميع الاستجابات والتدابير والإجراءات الرئيسية حتى الآن.
توثق هذه المقالة آثار جائحة فيروس كورونا 2019–20 في جمهورية أفريقيا الوسطى، وقد لا تضمن جميع الاستجابات والقياسات حتى الآن.

## خلفية
في 12 يناير 2020، أكدت منظمة الصحة العالمية (WHO) أن فيروس تاجي جديد كان سببًا لمرض تنفسي لمجموعة من الأشخاص في مدينة ووهان، مقاطعة خوبي، الصين، والذين كانوا قد لفتوا انتباه منظمة الصحة العالمية في البداية في 31 ديسمبر 2019. رُبطت هذه المجموعة في البداية بسوق هوانان للمأكولات البحرية بالجملة في مدينة ووهان. ومع ذلك، فإن بعض الحالات الأولى التي أظهرت نتائج مختبرية لا صلة لها بالسوق، فمصدر الوباء غير معروف.
على عكس السارس لعام 2003، كانت نسبة إماتة الحالات لـ كوفيد-19  أقل بكثير، لكن انتقال العدوى كان أكبر بكثير، مع إجمالي عدد الوفيات. عادة ما يظهر كوفيد-19 في حوالي سبعة أيام بأعراض شبيهة بالإنفلونزا يُظهرها بعض الأشخاص حيث تتطور إلى أعراض الالتهاب الرئوي الفيروسي الذي يتطلب الدخول إلى المستشفى. اعتبارًا من 19 مارس، أصبح كوفيد-19 يُصنف على أنه «مرض معدي عالي الأثر».

## الجدول الزمني
- في 14 مارس 2020،أُعلِن عن الحالة الأولى للبلاد، وهي لرجل إيطالي يبلغ من العمر 74 عامًا عاد إلى جمهورية أفريقيا الوسطى من ميلانو.[6]
- في 5 أبريل 2020 ، أكدت منظمة الصحة العالمية تسع حالات من كوفيد-19 في جمهورية إفريقيا الوسطى.